# Marcio Proença
Vicente Marcio Proença Pereira (Niterói, Rio de Janeiro, 14 de novembro de 1943 - 21 de maio de 2017) foi um compositor e cantor brasileiro.
Como compositor, teve sua primeira música gravada, "A Palavra que Ficou", pela cantora Áurea Martins.
Gravou no ano de 1964, o seu primeiro disco, um compacto duplo lançado pela Mocambo.
Já compôs mais de 100 músicas, tendo entre seus principais parceiros Paulo César Pinheiro, Aldir Blanc, Ivor Lancellotti, Marco Aurélio, Paulo Emílio, Claudio Cartier, Nei Lopes, entre outros.